# Hornillos de Cerrato
Hornillos de Cerrato es un municipio y localidad española de la provincia de Palencia, en la comunidad autónoma de Castilla y León. Perteneciente a la comarca del Cerrato, cuenta con una población de 170 habitantes (INE 2024).
La segunda o tercera semana de agosto se celebra una "Semana Cultural". Existe un parque eólico junto a la localidad.

## Historia
En 1507 la reina Juana I de Castilla, llamada «la Loca» (1479-1555), tercera hija de los Reyes Católicos, paseó después de muerto el cadáver de su marido Felipe el Hermoso por las tierras del lugar, pernoctando en el castillo, en su camino hacia Tordesillas.
En el año 2011 la localidad se proclamó campeona en el concurso "Mi Pueblo es el Mejor".

### sigloXIX
Así se describe a Hornillos de Cerrato en la página 233 del tomo IX del Diccionario geográfico-estadístico-histórico de España y sus posesiones de Ultramar, obra impulsada por Pascual Madoz a mediados del siglo XIX:

HORNILLOS DE CERRATO

Villa con ayuntamiento en la provincia y diócesis de Palencia (3 leguas), partido judicial de Baltanás (1), audiencia territorial y capitanía general de Valladolid (10).
Situada en un valle rodeado de montes de bastante altura, que la defienden de los vientos N y E, con clima templado y sano.
Consta de 70 casas de dos pisos de mala construcción y pocas comodidades, formando calles sin empedrar de piso desigual y muy sucias, casa de ayuntamiento y pósito con 100 fanegas de trigo de fondo; escuela de primeras letras, a la que concurren 20 niños, y dotada con 1.200 reales y 50 para gastos; la iglesia parroquial bajo la advocación de San Miguel Arcángel, está servida por un cura teniente y un sacristán; al E del pueblo sobre un cerro se halla una ermita de Nuestra Señora de Bervis, que se dice haber sido convento de monjas Agustinas que se trasladaron a Palencia; tiene cementerio bien ventilado y que en nada perjudica a la salud pública, y una fuente a la entrada del pueblo, abundante, pero de malas aguas, de la cual usan los vecinos menos acomodados, pues los que tienen posibles se surten para beber del río Pisuerga que dista una legua.
Confina el término por N Torquemada; E Herrera de Valdecañas; S Baltanás, y O dehesa de Tabladas.
El terreno disfruta de monte y llano, y es poco productivo, labrándose cada año como 1.000 obradas de tierra; al E tiene un poco de monte poblado de roble y carrasca, y otro poco al O; ambos se enlazan con las colinas inmediatas, y en unos y otras se hacen algunas roturaciones; cruza su término de E a O un arroyo, dejando la población a la derecha, tan escaso de agua, que la mitad del año está seco.
Los caminos son locales y en mal estado.
La correspondencia la recibe de Palencia por Baltanás martes y viernes.
Producciones: trigo, cebada, centeno y algún vino; se cría ganado lanar, mular y yeguar; y caza de liebres, conejos y perdices.
Industria: la agrícola.
Población: 56 vecinos, 291 almas.
Capital productivo: 93.400 reales. Imponible: 11.114. El presupuesto municipal asciende a 2.000 reales y se cubre con los productos de propios, y el déficit por reparto veicnal.
Esta villa era de señorío secular perteneciente al Señor marqués de San Vicente, quien cedió su término y jurisdicción al pueblo por un foro que cobra en la actualidad, consistente en 52 cargas de trigo mediano y 40 reales.

En el cerro que domina la villa por N se hallan las ruinas de un castillo, en el que se dice estuvo encerrada Doña Juana la Loca, pasando de Torquemada a Peñafiel.

## Geografía humana

### Demografía
Cuenta con una población de 170 habitantes (INE 2024).
| Gráfica de evolución demográfica de Hornillos de Cerrato entre 1842 y 2021                                            |
| |
| Población de derecho según los censos de población del INE. Población de hecho según los censos de población del INE. |

| 1900 | 1910 | 1920 | 1930 | 1940 | 1950 | 1960 | 1970 | 1981 | 1991 |
| 382  | 337  | 377  | 440  | 428  | 491  | 475  | 339  | 216  | 162  |

## Patrimonio arquitectónico

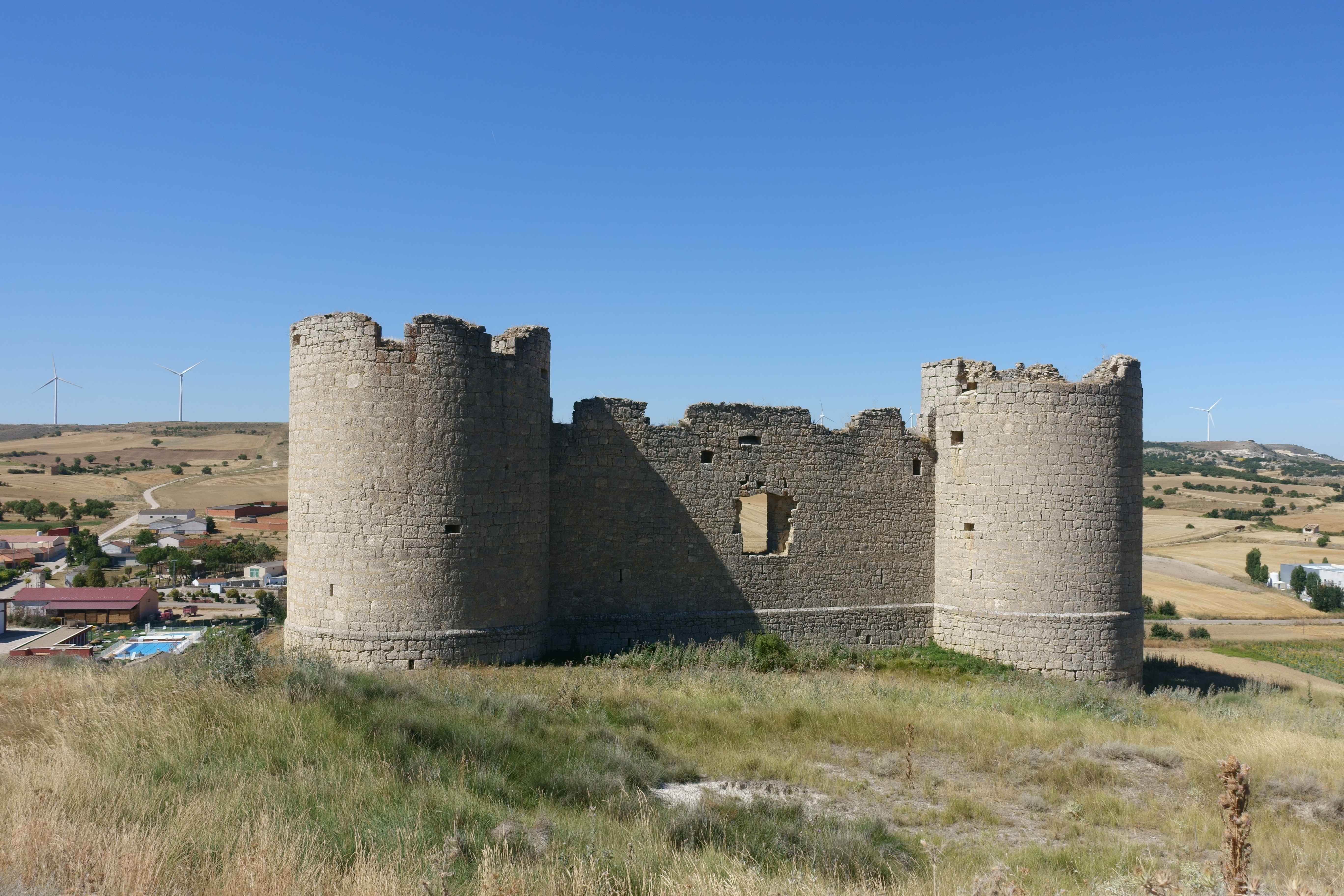
Castillo de los Enríquez

Castillo de los EnríquezEn ruinas.
Iglesia de San MiguelConstruida en el siglo XIII y reconstruida en estilo barroco en el siglo XVII.
Ermita de Nuestra Señora de Belvis.
YeserasEn la parte alta del cerro.